# Голумниця
Голумниця (словац. Holumnica) — село в Словаччині, Кежмарському окрузі Пряшівського краю.
Вперше згадується у 1293 році.

## Географія
Розташоване на півночі східної Словаччини на південно-західних схилах Левоцьких гір у долині річки Попрад. Протікає Голумницький потік.

## Пам'ятки культури
- римо-католицький костел св. Катерини в стилі готики, перебудований у 19 ст.
- протестантський костел з 1797 року в стилі бароко—класицизму
- руїни готично—ренесансного замку з 16 ст.
- палац з початку 17 ст. в стилі пізнього ренесансу, перебудований у 18 та 19 століттях.

## Населення
| Рік:            | 1993 | 2003     | 2013    | 2023    |
| --------------- | ---- | -------- | ------- | ------- |
| Кількість осіб: | 708  | 804      | 870     | 935     |
| Різниця:        |      | +13,55 % | +8,20 % | +7,47 % |

| Рік:            | 2022 | 2023    |
| --------------- | ---- | ------- |
| Кількість осіб: | 933  | 935     |
| Різниця:        |      | +0,21 % |

В селі проживає 895 осіб.
Національний склад населення (за даними останнього перепису населення — 2001 року):
- словаки — 82,50 %
- цигани — 14,93 %
- німці — 1,29 %
- угорці — 0,13 %
- українці — 0,13 %

Склад населення за приналежністю до релігії станом на 2001 рік:
- римо-католики — 85,97 %,
- протестанти (еванєлики) — 8,49 %,
- греко-католики — 0,64 %,
- не вважають себе віруючими або не належать до жодної вищезгаданої церкви — 1,67 %